# Архангельский переулок (Орск)
Арха́нгельский переу́лок — улица в Ленинском районе города Орска Оренбургской области. Расположена на Втором участке. Названа именем города Архангельска.
Улица начала застраиваться в 1950-х годах частными домами. В настоящее время[какое?] частные дома снесены, построен один типовой крупнопанельный пятиэтажный дом.